# Lully, Haute-Savoie
Lully är en kommun i departementet Haute-Savoie i regionen Auvergne-Rhône-Alpes i sydöstra Frankrike. Kommunen ligger i kantonen Douvaine som tillhör arrondissementet Thonon-les-Bains. År 2022 hade Lully 736 invånare.

## Befolkningsutveckling
Antalet invånare i kommunen Lully
| Referens: INSEE |